# Bestellung
Bestellung (englisch Purchase order, oft abgekürzt PO, französisch ordre, spanisch orden [de compra]) ist in der Wirtschaft der bindende Auftrag eines Kunden zum Abschluss eines Kaufvertrags.

## Allgemeines
Das Wort Bestellung wird in der Wirtschaft meist benutzt, wenn die Waren nicht Zug um Zug zwischen Käufer und Verkäufer gegen Zahlung übergeben oder die Dienstleistungen nicht sofort erbracht werden können, sondern wenn deren Lieferung erst später erfolgt. Deshalb wird nicht im Präsenzhandel (etwa im Supermarkt) bestellt, sondern vor allem im Versandhandel, Fernabsatz und Online-Handel oft mittels Produktkatalog. In der Gastronomie kann noch von Bestellung gesprochen werden, weil Getränke und vor allem Speisen nicht sofort geliefert werden können. Die formlose Bestellung kann im Versandhandel mit einem Bestellschein erfolgen, der als Formular die wichtigsten Bestellungsdaten enthält und Missverständnissen vorbeugen soll. Zum Formular gehört meist wegen der Geschäftsfähigkeit auch die Angabe des Geburtstags. Durch die bloße Versendung des (unterzeichneten) Bestellscheins kommt der Kaufvertrag jedoch noch nicht zustande.

## Rechtsfragen
Die Bestellung ist rechtlich ein Angebot (das BGB spricht vom „Antrag“) des Käufers an den Verkäufer oder umgekehrt (§ 145 BGB), durch dessen sofortige (§ 147 BGB; unter Anwesenden) oder befristete Annahme der Kaufvertrag zustande kommt. Eine verspätete Annahme eines Antrags (nach Fristablauf) gilt als neuer Antrag (§ 150 Abs. 1 BGB). Eine Bestellung des Käufers gilt im Rechtssinne als Antrag. Rechtsbindungswille besitzt eine Bestellung nur dann, wenn sich ihre konkreten Angaben mit dem Sortiment des Unternehmers decken und letzterer eine annahmefähige Rechtsposition erhält. Diese Grundsätze gelten auch für alle anderen Vertragstypen. Antrag und Annahme sind inhaltlich korrespondierende und auf dieselbe Rechtsfolge gerichtete Willenserklärungen der Vertragspartner. Welche Erklärung von beiden zuerst abgegeben wird, ist dabei gleichgültig. Die Bestellung des Käufers muss auf den Lieferungs- und Zahlungsbedingungen des Verkäufers beruhen, die meist im Katalog enthalten sind. Durch den Hinweis, dass die Bestellung auf der Grundlage der Allgemeinen Geschäftsbedingungen erfolgt, werden sie zum Vertragsbestandteil (§ 305 Abs. 2 Nr. 1 BGB). Die Bestellung hat die relevanten Vertragsdaten zu enthalten; fehlt der Preis, so ist der vom Verkäufer angegebene maßgeblich. Eine Bestellbestätigung (Auftragsbestätigung) durch den Unternehmer ist rechtlich nicht erforderlich, oft jedoch üblich.
Bedient sich ein Unternehmer zum Zwecke des Abschlusses eines Vertrags über die Lieferung von Waren oder über die Erbringung von Dienstleistungen der Telemedien, so muss er gemäß § 312i BGB angemessene, wirksame und zugängliche technische Mittel zur Verfügung stellen, mit deren Hilfe der Kunde Eingabefehler vor Abgabe seiner Bestellung erkennen und berichtigen kann sowie den Zugang von dessen Bestellung unverzüglich auf elektronischem Wege bestätigen. Bestellung und Empfangsbestätigung gelten als zugegangen, wenn die Parteien, für die sie bestimmt sind, sie unter gewöhnlichen Umständen abrufen können. Auf Webseiten für den elektronischen Geschäftsverkehr mit Verbrauchern hat nach § 312j BGB der Unternehmer zusätzlich spätestens bei Beginn des Bestellvorgangs klar und deutlich anzugeben, ob Lieferbeschränkungen bestehen und welche Zahlungsmittel akzeptiert werden. Erfolgt die Bestellung über eine Schaltfläche, ist die Pflicht des Unternehmers nur erfüllt, wenn diese Schaltfläche gut lesbar mit nichts anderem als den Wörtern „zahlungspflichtig bestellen“ oder mit einer entsprechenden eindeutigen Formulierung beschriftet ist.
Bei unbestellten Lieferungen erwirbt nach § 241a Abs. 1 BGB der Unternehmer keine Ansprüche gegen den Verbraucher, insbesondere keine Kaufpreisforderung. Umgekehrt entstehen gegenüber dem Unternehmer für den Verbraucher keinerlei Verpflichtungen; insbesondere unterliegt er keiner Rücksendungspflicht. Er muss auch nicht auf die unbestellte Lieferung reagieren, sondern er kann schweigen. Der Verbraucher wird zwar nicht Eigentümer, kann jedoch nach herrschender Meinung die Sachen beliebig gebrauchen, verbrauchen oder entsorgen, es trifft ihn auch keine Aufbewahrungspflicht.

## Arten
Weniger bei Bestellungen der Privathaushalte als vielmehr bei Bestellungen der Unternehmen untereinander (Business-to-Business, Business-to-Administration oder Administration-to-Administration) spielt die Bestellmenge eine wichtige Rolle. Hierbei unterscheidet man Normalbestellung, Kleinbestellung, Limitbestellung und optimale Bestellmenge. Bei der Normalbestellung wird so viel bestellt, dass die (kalkulatorischen) Lagerkosten, das Lagerrisiko und die Kapitalbindung im Hinblick auf den Umsatzprozess vertretbar sind. Eine Kleinbestellung liegt vor, wenn aufgrund eines bestimmten Kundenauftrags seltener nachgefragte Waren in kleinen Mengen bestellt werden müssen und wegen des Lagerrisikos nicht vorrätig sind. Mit einer Limitbestellung können verschiedene Materialien in Höhe eines festgelegten Werts (Wertlimit) von einem Lieferanten beschafft werden. Um eine optimale Bestellmenge handelt es sich, wenn bei gegebener Lieferbereitschaft die Bezugskosten (Bestellkosten  und  Lagerkosten) ein Minimum aufweisen. Bei der Disposition der Bestellungen ist in Unternehmen die von Lieferanten bekannte Lieferzeit zu berücksichtigen, während der die Lieferbereitschaft weiterhin gegeben bleiben muss. Bei der Lieferzeit unterscheidet man zwischen Normalbestellung und Eilbestellung.
Umlagerbestellung, Rahmenbestellung und Bestellanforderung sind organisatorisch bedingte Bestellarten. Während bei der Umlagerbestellung bestimmte Materialien innerbetrieblich von einem Lager zu einem anderen Lager transportiert werden, dienen Rahmenbestellungen zur langfristigen Abbildung von Lieferverträgen, bei denen sukzessiv einzelne Lieferabrufe erfolgen können (etwa beim Sukzessivlieferungsvertrag). Sollen innerhalb eines Unternehmens Material oder Dienstleistungen für den Produktionsprozess beschafft werden, ist eine Bestellanforderung (Kurzform oft BANF) erforderlich, sobald ein entsprechender Bedarf vorliegt. Erst aufgrund dieser Bestellanforderung wird vom Einkauf die zugehörige Bestellung ausgelöst.
Vorbestellungen beziehen sich auf Waren, die noch nicht im Handel erschienen sind und erst am Veröffentlichungsdatum ausgeliefert werden.

## Sonstiges
Das Wort Bestellung besitzt noch weitere Begriffsinhalte. So gibt es in der Landwirtschaft die Feldbestellung oder im Kreditwesen die Bestellung von Kreditsicherheiten durch den Sicherungsgeber. Die Bestellung von Kreditsicherheiten (etwa von Grundpfandrechten) erfolgt zwischen Sicherungsnehmer und Sicherungsgeber im so genannten Sicherungsvertrag. Die Bestellung zum Organmitglied (Vorstands- oder Aufsichtsratsmitglieder) richtet sich ausschließlich nach gesellschaftsrechtlichen Grundsätzen.
Im Verkehr werden Leistungen von ÖPNV-Aufgabenträgern definiert, festgelegt und vergeben.